# دولورس فولر
دولورس فولر (انگلیسی: Dolores Fuller; ۱۰ مارس ۱۹۲۳ – ۹ مهٔ ۲۰۱۱) یک هنرپیشه اهل ایالات متحده آمریکا بود.
از فیلم‌ها یا برنامه‌های تلویزیونی که وی در آن نقش داشته‌است می‌توان به عروس هیولا، گلن یا گلندا و بلو گاردنیا اشاره کرد.